# آندریاس کیرخنر
آندریاس کیرخنر (انگلیسی: Andreas Kirchner; ۱۷ اوت ۱۹۵۳ – ۱۰ نوامبر ۲۰۱۰) ورزشکار بابسلد اهل آلمان بود.
وی در مسابقات کشوری و بین‌المللی در مجموع برندهٔ ۱ مدال طلا، ۱ مدال نقره، ۲ مدال برنز شده‌است.